# Matisz Pál
Matisz Pál (Szend, 1818. március 29. – Budafok, 1905. június 24.) ügyvéd. 

## Életútja
Szülei Matis Sámuel félhelyes gazda és Hánzli Éva. Miután tanulmányait elvégezte, egyideig nevelő volt, majd ügyvédi oklevelet szerzett és 1840-től fogva mint gyakorló ügyvéd Pesten telepedett le, mellékesen a költészettel is foglalkozva. Kertbeny Károly szerint Petőfi Sándor egyik költeménye által elragadtatva, maga kereste fel az ismeretlen költőt és megbarátkozott vele. Az V. kerület elöljárója volt egészen 1874-es lemondásáig, mely után ügyvédi gyakorlatát kívánta folytatni. A 19. század végén nyugalomban élt a fővárosban. 88 éves korában hunyt el tüdőgyulladásban.
Költeményei vannak az Athenaeumban (1838-39., 1841.), a Honti Literaturai Füzérben (1840), a Nemzeti Almanachban (1841.), a Regélő Pesti Divatlapban (1843-1844. Uhland után sat.), a Honderűben (1847. II.), az Életképekben (1848). Cikkeket publikált a Vadász Lapban (1900) és a Vadászat és Allatvilágban (1902).

## Színműfordításai
- Marion de Lorme, Victor Hugo után (előadták Kolozsvárt 1842. április. 16)
- IV. Henrik király I. rész öt felv. Shakespeare után (Egressy Gáborral együtt előadták Pesten 1845. február 8. és 1852. január 29.).